# Bedford RL

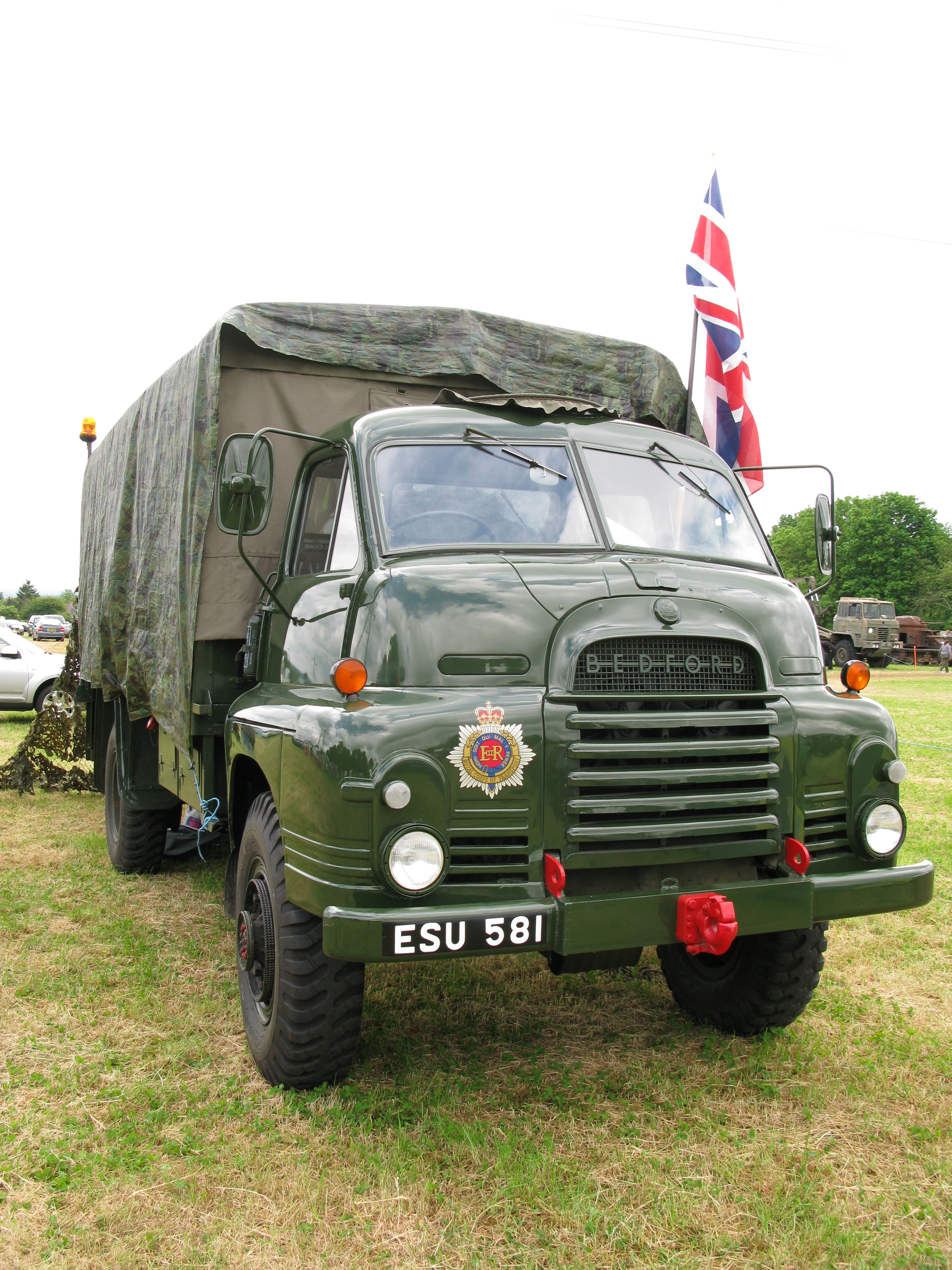
Bedford RL

Der Bedford RL war der wichtigste mittelgroße LKW der britischen Streitkräfte von Mitte der 1950er-Jahre bis zum Ende der 1960er-Jahre und wurde von Bedford hergestellt. Ursprünglich wurde er sehr vorsichtig als 3-Tonner eingestuft, später jedoch wurden die RL-Lastwagen ohne technische Veränderung in die 4-Tonnen-Klasse eingereiht. Diese Gewichtsangaben beziehen sich auf die Nutzlast im Geländebetrieb. Der letzte LKW dieses Typs verließ Anfang 1970 die Bänder; insgesamt entstanden 74.000 Stück.
Ersetzt wurde die Baureihe durch den Bedford MK.

## Varianten
Es gab viele Spezialaufbauten, wie z. B. Abschleppfahrzeuge, Werkstattwagen, Funk-LKWs und Kabelleger. Das Feuerwehrfahrzeug Green Goddess basierte ebenfalls auf dem RL.
Der RL und seine Varianten waren zusammen mit den jüngeren Modellen MK und TM bis weit in die 1990er-Jahre im Einsatz.
Die Home Office beschaffte auch eine Anzahl dieser Fahrzeuge und stellte sie in die Reserve für landesweite Katastrophen ein. Inzwischen wurden alle unabhängig von der teils geringen Laufleistung ausgemustert.

## Motoren
Der RL wurde durch einen 4,9–l-Ottomotor angetrieben, der 110 bhp (81 kW) leistete. Einige Exemplare besaßen stattdessen einen Dieselmotor. 

## Erhaltung
Skirmish in Bulls Wood besaß bis Ende der 1990er-Jahre zwei Exemplare, um Spieler vom und zum Parkplatz zu transportieren. Eines davon setzte man ein, um zu zeigen, wie ein RL mit hoher Geschwindigkeit von einer Rampe springen konnte. U. a. war ‚’Mike ‚Force 10’ Philips’’ ein bekannter Springer auf Skirmishs RL.